# Ramsesnacht
Ramsesnacht ist ein altägyptischer, basilophorer Personenname. Er bedeutet: „(König) Ramses ist stark / siegreich“.
Wichtige Namensträger:
- Ramsesnacht (Hohepriester des Amun, 20. Dynastie)
- Ramsesnacht (Wesir)